# Buarcos
Buarcos é uma povoação portuguesa do município da Figueira da Foz que foi sede da extinta freguesia de Buarcos, freguesia que tinha 12,14 km² de área e 8602 habitantes (2011).
A freguesia de Buarcos foi extinta em 2013, no âmbito de uma reforma administrativa nacional, tendo sido agregada à freguesia de São Julião da Figueira da Foz, para formar uma nova freguesia denominada Buarcos e São Julião da qual é sede.
Buarcos foi sede de concelho entre 1342 e 1836, após o que passou a integrar o concelho (atual município) da Figueira da Foz. O concelho era constituído pelas freguesias de Buarcos e Redondos, estando esta atualmente extinta. Tinha, em 1801, 1 367 habitantes.

## Descrição
Buarcos foi em tempos um porto de mar, tendo a sua importância sido durante muito tempo superior à da própria Figueira da Foz, actual sede de município.
A freguesia de Buarcos encontra-se atualmente completamente absorvida pelo tecido urbano da Figueira da Foz, não deixando porém de manter as suas características particulares, nomeadamente ao nível da traça dos edifícios, onde predomina uma arquitectura tipicamente piscatória.
A população é ainda fortemente influenciada pela actividade piscatória, embora um número crescente viva também das actividades turísticas, nomeadamente na indústria de alojamento durante a época estival.
Com a transferência do porto de pesca para a margem esquerda do rio Mondego, a influência da pesca na povoação poderá ter tendência a diminuir, em benefício da oferta turística.

## Demografia

### Evolução da população
```
Número de Habitantes de 1864 a 2011        Os Grupos Etários em 2001              Os Grupos Etários em 2011

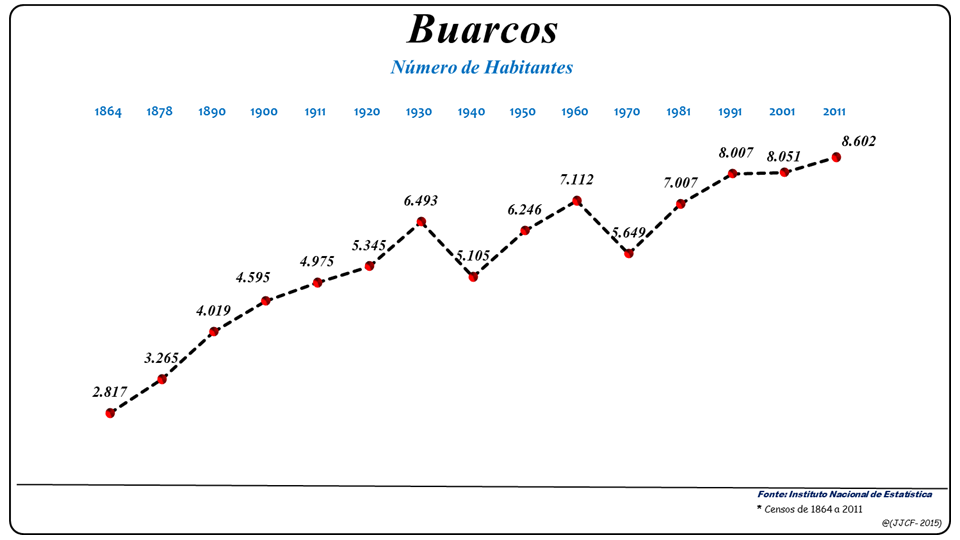
Evolução da População (1864 / 2011)

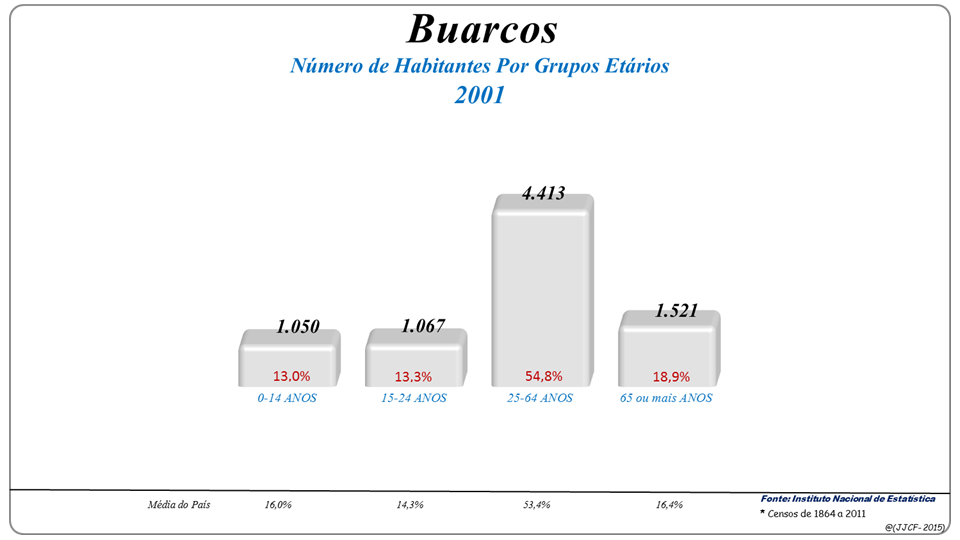
Grupos Etários (2001 e 2011)

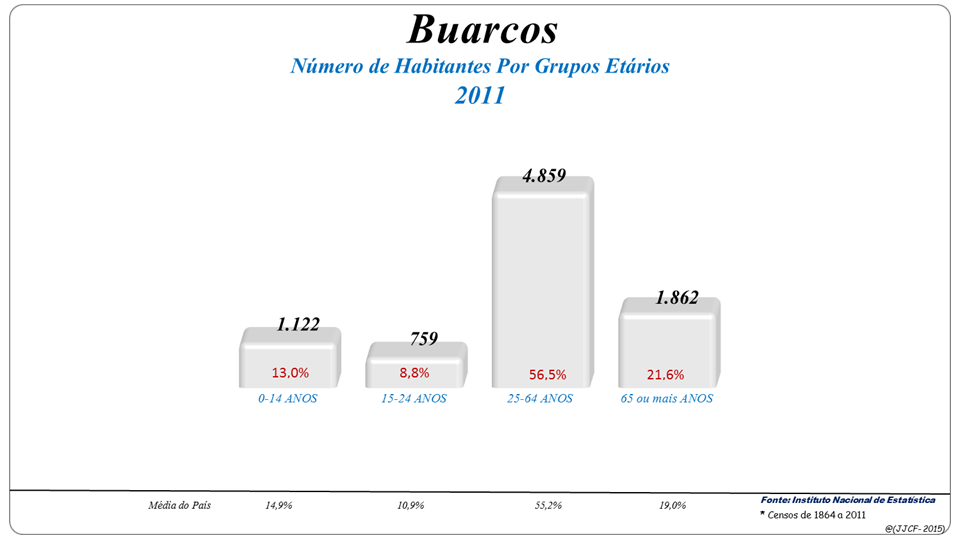
Grupos Etários (2001 e 2011)

```

## Freguesias vizinhas
- Quiaios
- São Julião
- Tavarede

## Património
- Capela de Nossa Senhora da Conceição (Buarcos)
- Capela de Nossa Senhora da Encarnação (Buarcos)
- Farol do Cabo Mondego
- Fortaleza de Buarcos
- Fortim dos Palheiros
- Igreja da Misericórdia de Buarcos
- Igreja de São Pedro de Buarcos
- Mina do Cabo Mondego
- Pelourinho de Buarcos
- Pelourinho de Redondos
- Rio Mondego
- Serra da Boa Viagem
- Teatro Trindade
- Torre de Redondos